# Гертруда Бејнс
Гертруда Бејнс (енгл. Gertrude Baines; Шелман, 6. април 1894 — Лос Анђелес, 11. септембар 2009) била је америчка суперстогодишњакиња која је према гинисовој књизи рекорда носила титулу најстарије живе особе на свету у периоду од 2. јануара до 11. септембра 2009. године.

## Биографија
Гертруда Бејнс рођена је у Шелману, Џорџија,  Сједињене Америчке Државе, 6. априла 1894. године, као трећа ћерка Џордана и Амелије Бејнс. Удала се веома млада за Сема Конлија и 1909. добила ћерку Анабелу која је преминула 1920. године у у 18. години живота од последица тифусне грознице.
Једно време, живела је у Охају где је била спремачица на државном универзитету Охајо (енгл. Ohio State University). До своје 105. године живела је сама. За своју дуговечност сматрала је заслужним здрав начин живота и религијска уверења.
26. новембра 2008. године, након смрти 115-годишње Едне Паркер из Индијане, постала је најстарија жива особа у Сједињеним Америчким Државама.
2. јануара 2009. године, након смрти 115-годишње Марије де Жезус из Португалије, постала је најстарија жива особа на свету.
Гертруда Бејнс преминула је у Лос Анђелесу, Калифорнија, Сједињене Америчке Државе, 11. септембра 2009. године, у доби од 115 година и 158 дана.